# Goniocidaris tubaria
Espèce
Synonymes
- Cidarites tubaria Lamarck, 1816

Goniocidaris tubaria est une espèce d'oursins de la famille des Cidaridae.

## Description et caractéristiques
Goniocidaris tubaria est un petit oursin trapu, qui mesure 17 cm de large au maximum, piquants compris. Ceux-ci sont particulièrement caractéristiques, recouverts de piquants secondaires qui forment, à la pointe, des structures fusionnées et évasées. 

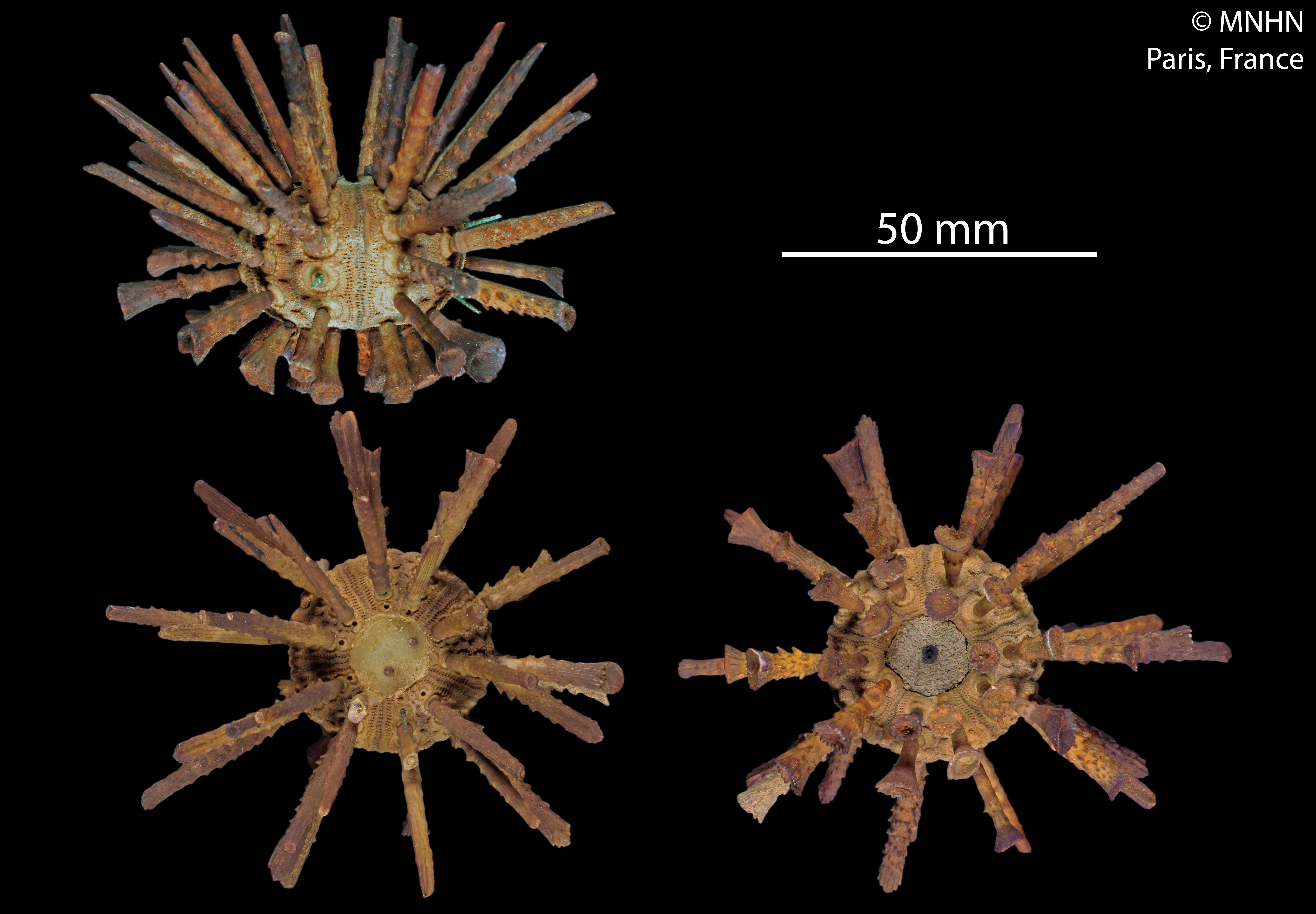
Spécimen du Muséum National d'Histoire Naturelle
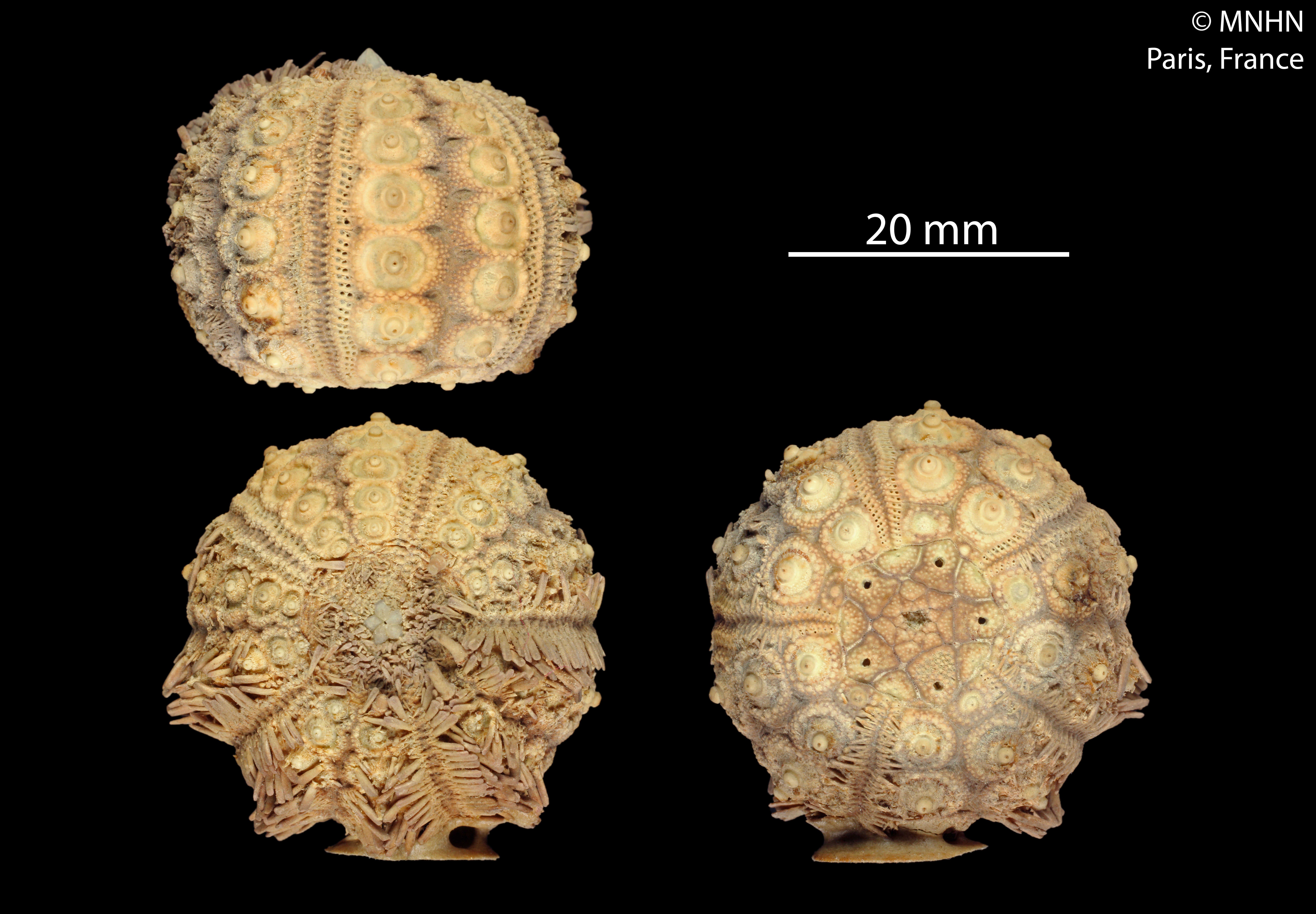
Test nettoyé (idem)

## Habitat et répartition
On trouve cet oursin dans le sud de l'Australie, dans les écosystèmes riches en algues, entre 18 et 200 m de profondeur.

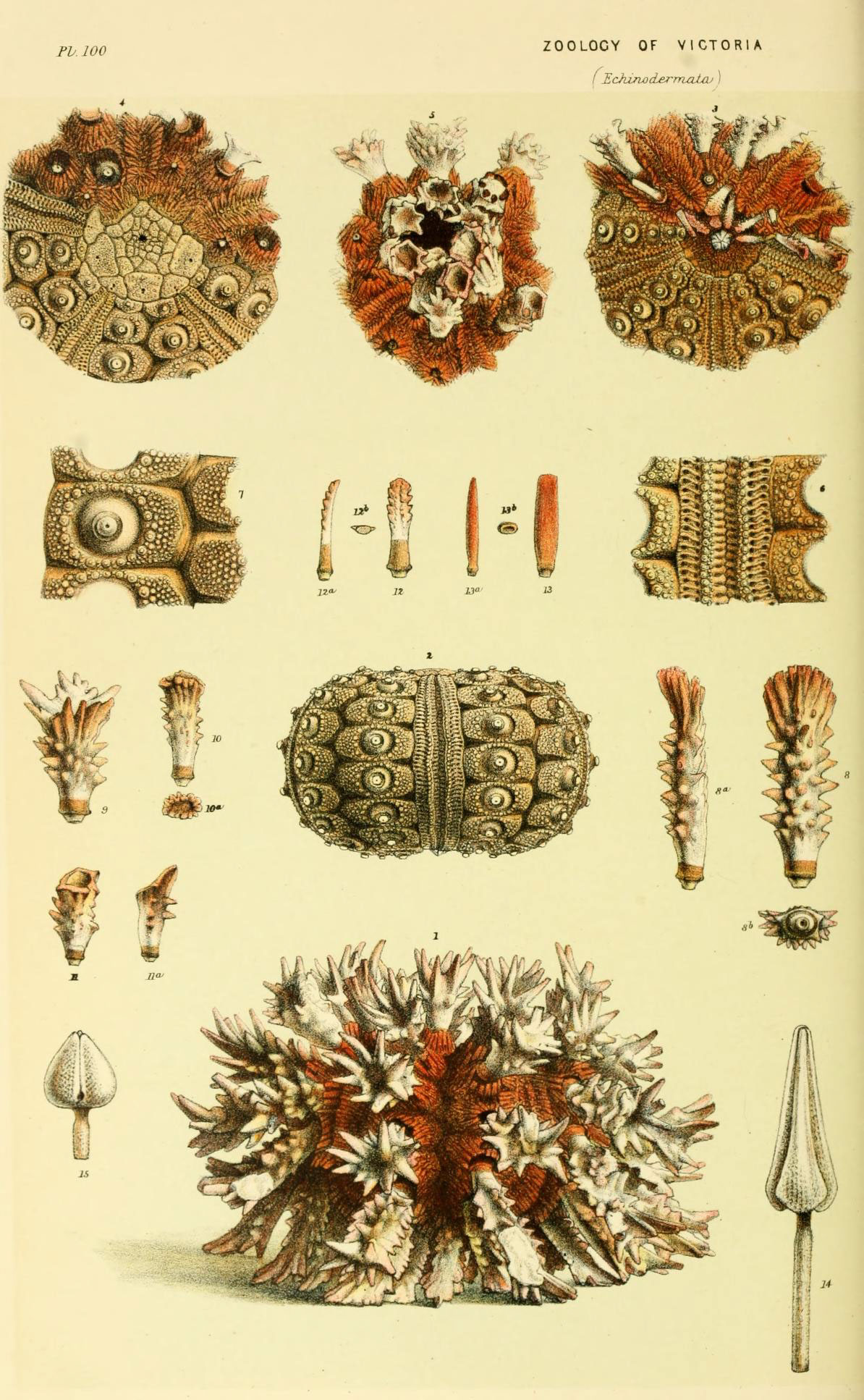
Planche ancienne.